# Stachyurus salicifolius
Stachyurus salicifolius là một loài thực vật có hoa trong họ Stachyuraceae. Loài này được Franch. miêu tả khoa học đầu tiên năm 1898.